# Pseudolimnophila (Pseudolimnophila) melanura
Pseudolimnophila (Pseudolimnophila) melanura is een tweevleugelige uit de familie steltmuggen (Limoniidae). De soort komt voor in het Palearctisch gebied.